# Шат (приток Упы)
Шат (устар. Шать) — река в России. Протекает в Новомосковском, Венёвском, Киреевском и Ленинском районах Тульской области. Длина реки составляет 51 км. Площадь водосборного бассейна — 989 км².

## Течение
Река вытекает из Шатского водохранилища на высоте 178,9 м, созданного на месте Иван-Озера, течёт на запад и впадает в Упу на высоте 153 м у окраины Тулы.

## Притоки (км от устья)
- 8 км: Вьёвка (лв)
- 17 км: Сухая Гать (лв)
- 24 км: Шатец (пр)

## История
Река упоминается в Книге Большому чертежу (XVI—XVII века):

Река Дон вытекла из Иваня озера, от Дедилова верст с 30, и потекла под Епифань. Да из того ж Иваня Озера потекла река Шат и пала в реку в Упу выше города Тулы верст с 8 и болши.

Пётр I предполагал соединить Оку с Доном через реку Шат и Иван-Озеро, и с этой целью была начата постройка Ивановского канала. Но впоследствии канал был заброшен.
На городище «Городки», расположенном на окраине деревни Городищи муниципального образования «Южное», при впадении речки Корничка в реку Шат был обнаружен древнерусский город с укреплённым детинцем и окольным городом XII—XIV веков, отождествляющимся с летописным городом Корнике.